# 史蒂夫·布雷赫尼
史蒂夫·布雷赫尼（英語：Steve Breheny，1954年6月21日—），澳大利亚男子篮球运动员。他曾随队参加了1980年夏季奥林匹克运动会男子篮球比赛，获得第八名。